# (11122) Eliscolombini
(11122) Eliscolombini (1996 RQ2) – planetoida z grupy pasa głównego asteroid okrążająca Słońce w ciągu 3,74 lat w średniej odległości 2,41 j.a. Odkryta 13 września 1996 roku.